# Thamnistes aequatorialis
Thamnistes aequatorialis, "östlig rödbrun myrtörnskata", är en fågelart i familjen myrfåglar inom ordningen tättingar. Den betraktas oftast som en del av perumyrfågel (Thamnistes rufescens) (eller rödbrun myrtörnskata (T. anabatinus) när den förra inkluderas i den senare) men urskiljs sedan 2016 som egen art av Birdlife International. Internationella naturvårdsunionen IUCN kategoriserar den som livskraftig.
Fågeln delas in i tre underarter med följande utbredning:
- T. a. gularis – nordvästligaste Venezuela (Táchira), möjligen även in i nordöstra Colombia
- T. a. aequatorialis – foten av östra Anderna i Colombia (förutom möjligen i nordost), Ecuador och allra nordligaste Peru (norr om Marañonfloden i norra Amazonas)
- T. a. rufescens – foten av östra Anderna från Peru (söder om Marañonfloden) till västra och centrala Bolivia (La Paz, Cochabamba).